# 王杏花
王杏花（1917年2月—1999年），生于中国浙江新昌蟠龙村，越剧女演员，擅长旦角，与施银花、赵瑞花、姚水娟并称“三花一娟”。1931年，开始学习越剧。同年到上海演出。王杏花擅演青衣、闺门旦，并力求变革，代表作有越剧《叶香盗印》、《玉堂春》、《孟丽君》等。

## 引用文献
1. ↑  . 腾讯网.
2. ↑  王杏花-越剧百年纪念[永久]